# Sio (Mali)
Pour les articles homonymes, voir Sio.
Sio est une commune rurale du Mali de l'arrondissement de Soufouroulaye, cercle et la région de Mopti. La commune compte 19 villages (Sare Mala,Sare Gida, Somadougou,Mankamou,Dio,Dio Koura, Nèma, Koloni, Youre,Sirakoro,Niangali, Manjo,Karamani,Perempe,Boussoura, Sare Ibe, Boulabassi,Hamdalaye)

## Géographie
La commune s'étend au sud du chef-lieu régional Mopti.

## Villages
La commune s'étend sur 20 localités relevées lors du recensement général de 2009. 
Les villages le plus peuplés sont :
- Kouna (3 990 habitants)
- Somadougou (3 555 habitants)
- Soufouroulaye (2 166 habitants)